# Phrynomantis bifasciatus
Phrynomantis bifasciatus é uma espécie de anfíbio anuro da família Microhylidae, podendo ser encontrada na África do Sul, em Angola, na Botsuana, em Essuatiní, no Malauí, em Moçambique, na Namíbia, na República Democrática do Congo, no Quênia, na Somália, na Tanzânia, na Zâmbia e no Zimbábue. É adaptada para viver em ambientes quentes e áridos, habitando diversas vegetações arbustivas da savana, em altitudes entre cinquenta e 1 450 metros do nível do mar.

## Distribuição
É uma espécie de médio porte, medindo geralmente 75 milímetros, e possuem um corpo robusto e alongado. Suas pernas são finas e a ponta dos seus dedos apresentam discos truncados. Sua cabeça é móvel, podendo virar levemente para os lados, e seus olhos são pequenos com pupilas circulares. Sua coloração varia entre o preto brilhante e o marrom-escuro e possuem barras vermelhas ou laranjas que percorrem desde a parte superior dos olhos até a parte posterior do dorso, onde pode haver uma grande mancha da mesma cor, e os membros também podem apresentar essas mesmas barras ou manchas. Seu ventre é marrom-claro ou cinza, com inúmeras pintas brancas distribuídas e os machos possuem a garganta preta. A textura de sua pele é semelhante a da borracha e dá a sensação de serem secos quando pegos com a mão.

## Comportamento

O caminhar de um indivíduo.

Apresenta comportamentos tipicamente noturnos, porém podem ser vistos durante o dia durante as chuvas. Apesar de possuírem discos adesivos nas pontas dos dedos, que lhes permitem escalar, os indivíduos tendem a permanecer no chão, podendo subir em árvores e pedras caso seja necessário. Diferente da maioria dos anuros, essa espécie prefere caminhar ou correr ao invés de pular, possuindo pernas adaptadas para isso. Durante os períodos de seca, se abrigam em tocas escavadas por outros animais, em cupinzeiros, em buracos ou cascas soltas de árvores, em folhas de bananeira ou tubos de drenagem de água, podendo dividir tais lugares com outros anfíbios, lagartos, escorpiões e escorpiões-vinagre.
Se alimentam principalmente de formigas, mas podem ingerir também aranhas, gafanhotos, outros himenópteros e cupins. Existem registros dessa espécie ser predada pelo cabeça-de-martelo (Scopus umbretta). Assim como muitas espécies de sua família (Microhylidae) e da família Hemisotidae, ela consegue esticar sua língua lateralmente, sem precisar mover a cabeça, podendo pegar presas que estejam a duzentos graus do seu plano frontal, mais do que de qualquer outra espécie de anuro conhecida. Esses movimentos são capazes graças a hidrostática muscular presente na sua língua.
Quando se sentem ameaçados, eles abaixam a cabeça e inflam e levantam o corpo, como forma de apossematismo, mostrando sua coloração vermelha para alertar um possível predador de que são venenosos. Tais toxinas são liberadas pela pele em caso de estresse, junto com um cheiro desagradável, e apresentam caráter cardiotóxico e irritante, afetando diretamente o transporte de potássio para as células cardíacas, causando morte celular as células afetadas em um curto período de tempo. É extremamente letal para anfíbios presentes no mesmo local e em humanos pode causar irritação na pele na região do contato, e caso persista ou a secreção entre em contato com a corrente sanguínea, pode causar inchaços extremamente dolorosos, náuseas, dor de cabeça, dificuldades respiratórias e aumento dos batimentos cardíacos. De qualquer forma, não é uma espécie de importância médica elevada, já que é raro a mesma liberar tais toxinas mesmo quando manuseadas com as mãos, além de ser pouco comum o seu contato com humanos. Mas caso haja uma intoxicação, seja em humanos ou animais, é necessário que seja procurado o quanto antes um profissional competente, como um médico ou veterinário, para que seja realizado o tratamento, que pode variar de acordo com a via da intoxicação.

## Reprodução

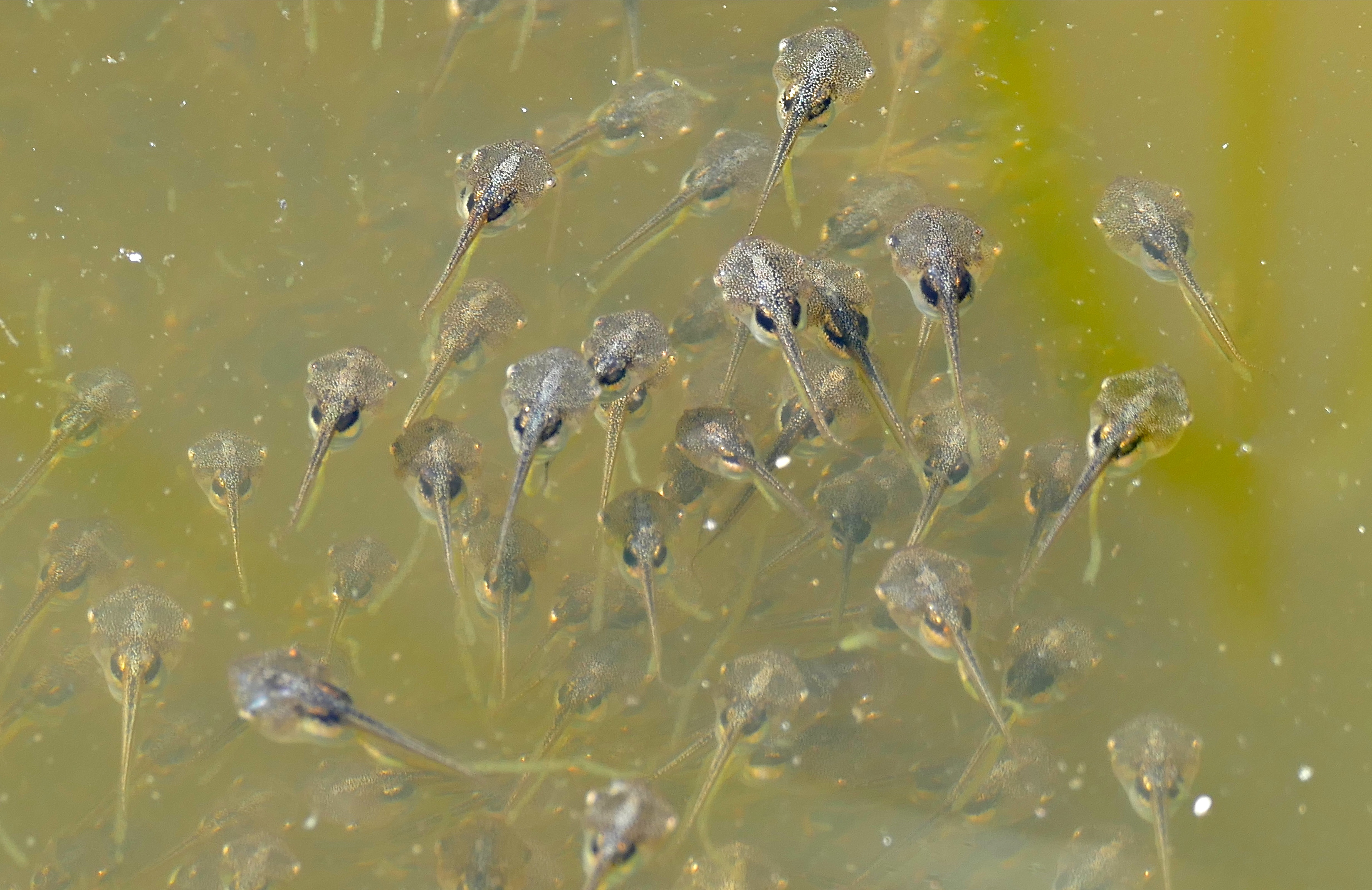
Um grupo de girinos.

Sua reprodução ocorre na primavera e no verão, período do ano que possui as chuvas mais intensas na região, permitindo que sejam criadas poças d'água após tempestades. Nessa época, os machos se encaminham para tais poças, onde nadam até a borda e vocalizam com o objetivo de atrair uma fêmea. Sua vocalização é bem alta, podendo ser ouvida num raio de um quilômetro, e pode ser tanto representada pela onomatopeia porreeeee, quanto pela perrooooo. Cada coaxar dura em média dois segundos, havendo uma pausa de cinco segundos entre as chamadas.
Após a fêmea escolher o macho, é realizado o amplexo axilar pelo casal, e em seguida, a fêmea deposita de 600 a 1 500 ovos, que são aderidos na vegetação aquática. Cada ovo mede 1,5 milímetro de diâmetro e são envolvidos em uma camada gelatinosa com cinco milímetros de espessura, com o diâmetro total medindo 75 milímetros.
Os ovos eclodem quatro dias após a desova, dando origem aos girinos, que possuem brânquias externas e ventosas. Seu corpo é praticamente todo transparente com exceção de seu intestino enrolado de algumas áreas do meio das costas que possuem pequenas pintas pretas. O formato de sua cauda varia entre o estreito e o fino, se assemelhando a um chicote, com barras pretas ou vermelhas nas bordas. Possui características não-usuais, como a cabeça triangulada e uma boca em formato de fenda e com a ausência de mandíbulas, dentes e papilas queratinizadas. Seu espiráculo é medial e abre próximo ao ventre, medindo dois milímetros quando alargados.
A sua metamorfose dura em média um mês, podendo variar dependendo da disponibilidade de alimentos, e pode chegar a noventa dias quando em laboratório, com os girinos medindo normalmente treze milímetros. Durante esse período eles se juntam em grupos e filtram a água pelo espiráculo em busca de microrganismos, como algas unicelulares, desmidiáleos, diatomáceas e Volvo, que servirão de alimento durante seu desenvolvimento. São nectônicos e permanecem entre o fundo e a superfície da água.